# Deontay Wilder
Deontay Leshun Wilder (Tuscaloosa, Alabama, 22 de octubre de 1985) es un boxeador estadounidense que compite en la categoría de peso pesado. Fue el campeón mundial del Consejo Mundial de Boxeo (WBC) desde 2015 hasta 2020.

## Carrera deportiva

### Etapa amateur
Wilder comenzó a entrenar boxeo recién a los 20 años de edad. En 2007 obtuvo los Guantes de Oro Nacionales y el Campeonato de Estados Unidos Amateur en la categoría de peso pesado. En los Juegos Olímpicos de 2008 fue medallista de bronce.

### Inicios en el profesionalismo
Wilder debutó profesionalmente a la edad de 23 años el 15 de noviembre de 2008 en el Vanderbilt University Memorial Gymnasium en Nashville, Tennessee. Noqueó a Ethan Cox en la segunda ronda. Cox fue derribado tres veces en la segunda ronda antes de que finalmente se detuviera la pelea. Wilder disputó siete peleas en 2009, ganando todas las peleas en la ronda 1. En octubre de 2012, Wilder acumuló una impresionante racha de victorias de 25 peleas, ganando todas por nocaut y todo dentro de cuatro rondas. Algunos bloqueos notables incluyeron al exretador del peso pesado de la AMB Owen Beck (27-10, 20 KOs), exretador al título semipesado de la OMB DeAndrey Abron (15-6, 10 KOs) y exretador de peso pesado OMB Damon Reed (46-15, 32 KOs).
Wilder ganó su primer título en el boxeo profesional cuando noqueó al invicto Kelvin Price de 37 años (13-0, 6 KOs) en el Memorial Sports Arena en Los Ángeles, el 15 de diciembre de 2012. Wilder peleó pacientemente durante las dos primeras rondas. La pelea terminó tras una mano derecha de Wilder en la mandíbula de Price que lo envió contra las cuerdas. Intentó ponerse de pie, pero tuvo problemas, lo que llevó al árbitro Ray Corona a determinar el final de la pelea. Wilder reclamó el título vacante de peso pesado Continental Américas del CMB, que defendió dos veces con éxito.

#### Wilder vs. Harrison
El 27 de abril de 2013, Wilder noqueó al excampeón europeo de peso pesado y medallista de oro olímpico Audley Harrison (31-6, 23 KOs) en Sheffield, en su debut en el Reino Unido. Wilder encontró una apertura a los 49 segundos del primer asalto y atrapó a Harrison con una gran derecha que lo empujó hacia las cuerdas. Una andanada de seguimiento de Wilder envió a Harrison a la esquina y se desplomó en el suelo. Harrison usó las cuerdas para ponerse de pie a la cuenta de ocho, pero el réferi Terry O'Connor indicó el final de la pelea. El minuto oficial de detención fue 1:22 de la primera ronda. Cuatro días después de la pelea, Harrison anunció su retiro a la edad de 41 años.

#### Wilder vs. Liakhovich
Wilder noqueó al excampeón de la OMB peso pesado Siarhei Liakhovich (25-5, 16 KOs) en la primera ronda el 9 de agosto de 2013. La pelea fue el evento principal de una tarjeta Showtime y tuvo lugar en el Fantasy Springs Casino en Indio, California. Liakhovich peleaba por primera vez en casi un año y medio. Wilder atrapó a Liakhovich con una gran derecha, mientras que Liakhovich fue apoyado contra las cuerdas, cayó pesadamente y comenzó a temblar. El árbitro indicó el final de la pelea sin comenzar un conteo. A Liakhovich lo mantuvieron bajo control durante un tiempo en el ring, antes de que lo ayudaran a ir a su esquina. Wilder y Golden Boy Promotions habían estado en conversaciones con Derek Chisora sobre una potencial pelea en Inglaterra, pero eso fracasó luego de que Wilder fuera arrestado en mayo luego de un asalto doméstico en Las Vegas, Nevada.

#### Wilder vs. Scott
En febrero de 2014 se anunció que Wilder pelearía contra el boxeador estadounidense de 33 años Malik Scott (36-1-1, 13 KOs) en una eliminatoria por el título de peso pesado del Consejo Mundial de Boxeo. La pelea tuvo lugar en la cartelera de García Herrera en el Coliseo Rubén Rodríguez en Puerto Rico el 15 de marzo. Cuando se anunció la pelea por primera vez, Wilder estaba #3 en las clasificaciones del WBC, mientras que Scott estaba #26. En el momento de la pelea, Wilder todavía estaba en el puesto #3 y Scott estaba en el puesto #23. Wilder noqueó a Scott tras 1:36 de la primera ronda. Wilder comenzó con golpes lentos y el golpe de gracia parecía ser una mano derecha, lo que muchos creen que no se conectó claramente. Hubo una reacción instantánea de la multitud y en las redes sociales sobre cómo terminó la pelea. Se dijo que Scott estaba descontento con los informes de que había buceado y había felicitado a Wilder. Esto puso a Wilder como retador obligatorio para el título de peso pesado del CMB en manos del nuevo campeón Bermane Stiverne, quien había derrotado a Chris Arreola por el título dejado vacante por la retirada de Vitali Klitschko.

### Campeón de peso pesado del CMB

#### Wilder vs. Stiverne
En enero de 2015, conocido como 'Regreso a la gloria', Wilder luchó contra Stiverne en el MGM Grand Garden Arena en Las Vegas, Nevada y convirtió su sueño en realidad al ganar el título de peso pesado del CMB del campeón defensor por decisión unánime después de doce rondas. Los tres jueces oficiales la calificaron (118-109, 119-108, 120-107). Stiverne conectó 110 de 327 golpes (34%) y Wilder conectó 227 de 621 golpes (37%). Wilder tuvo algunas rondas grandes, especialmente las rondas 2 y 7, donde lanzó un aluvión de golpes de poder. Wilder demostró que podía ir 12 asaltos y utilizó su jab en todo momento. Esta fue la primera prueba real para los críticos de que Wilder podía ir a la distancia y podía boxear, ya que hasta ese momento había terminado con todos sus oponentes dentro de la distancia. Después de la pelea, Wilder dedicó su victoria a su hija discapacitada, y a su héroe de boxeo Muhammad Ali, que había cumplido 73 años ese mismo día. La pelea promedió 1.24 millones de espectadores, alcanzando un máximo de 1.34 millones en Showtime. Según NSAC, Wilder ganó $1 millón y Stiverne recibió $910,000.

#### Defensa de Wilder contra Molina y Duhaupas
El 13 de junio de 2015 Wilder hizo su primera defensa de su nuevo título contra Eric Molina (23-2, 17 KOs) en Bartow Arena, Birmingham, Alabama. Esta fue la primera pelea por el título de peso pesado celebrada en el estado de Alabama con una asistencia de 9,347. Molina aspiraba a convertirse en el primer campeón mundial mexicano-estadounidense de peso pesado en la historia. Wilder dominó, derribando a Molina cerca del final de la cuarta ronda, dos veces en el quinto, y noqueándolo en el noveno asalto. Wilder tuvo respeto por Molina después de la pelea, diciendo "Me sorprendió mucho que siguiera viniendo y aguantando. Mucha gente dijo que ni siquiera estaría cerca, que no duraría. Hubo muchos escépticos, pero mostró mucho corazón, y yo necesitaba ese tipo de hombre para pelear aquí en Alabama". Wilder estaba por delante en las tres tarjetas de puntuación de los jueces en el momento de la detención (90-77, 89-78 dos veces). Según las estadísticas de Compubox Punch, Wilder conectó 141 de 303 lanzamientos (47%) mientras que Molina conectó apenas 49 de 188 (26%). La pelea se transmitió en Showtime y tuvo un promedio de 678,000 espectadores. Wilder ganó $1.4 millones por la pelea en comparación con Molina, quien recibió un bolso de $250,000.
El 26 de septiembre, frente a una multitud local de 8.471 asistentes, Wilder venció al boxeador francés Johann Duhaupas (32-2, 20 KOs) por nocaut técnico en la ronda 11 en el Legacy Arena, Alabama. Duhaupas, quien fue maltratado y ensangrentado, afirmó que todavía le quedaba mucha lucha cuando el réferi Jack Reiss rechazó su valiente desafío. Duhaupas nunca había sido detenido antes en su carrera dentro de la distancia. Fue una pelea muy unilateral, después de recibir un castigo en la ronda 7, el réferi Jack Reiss fue a la esquina de Duhaupas diciéndole que tendría que hacer más o que iba a detener la pelea. Wilder estaba por delante en todas las tarjetas de puntuación de los jueces en el momento de la detención (100-90, 99-90, 99-91). Wilder conectó 326 de 587 golpes lanzados (56%), mientras que Duhaupas conectó 98 de 332 (30%). En la pelea posterior, Wilder elogió la dureza de Duhaupas, "Sabíamos que era duro. Sabíamos que era mentalmente duro. Sabíamos que iba a venir. Por eso no se puede criticar a nadie que no se conozca. las personas son las que no sabes". Para la pelea, Wilder ganó $1,4 millones y Duhaupas ganó un bolso de $140,000. La pelea fue el evento principal de Premier Boxing Champions en NBC y promedió 2.2 millones de espectadores, alcanzando un máximo de 3 millones de espectadores.

#### Wilder vs. Szpilka
Wilder hizo su tercera defensa el 16 de enero de 2016 contra el boxeador polaco Artur Szpilka (20-1, 15 KOs) en el Barclays Center, Brooklyn, Nueva York frente a 12,668 fanáticos en su mayoría pro-polacos. Szpilka lució muy fuerte cuando comenzó la pelea, y ganó los primeros tres asaltos con su incómoda postura de zurdo, movimiento rápido del pie y un talento único de golpes deslizantes. Szpilka hizo que Wilder pareciera un tanto salvaje con sus golpes, ya que Wilder falló 175 golpes lanzados contra Szpilka, principalmente golpes en la cabeza. Al entrar en la novena ronda, Szpilka, consciente de los comentaristas del ring que ya no podía ganar la lucha en las tarjetas, cambió de estrategia y se arriesgó, pero Wilder, leyó a Szpilka y aterrizó primero con una poderosa mano derecha en la cara. Szpilka cayó de repente a la lona noqueado. Inconsciente sobre el lienzo, la cabeza de Szpilka se sacudió hacia atrás en un movimiento reflejo, el espantoso momento abruptamente terminó el combate y el envío inmediato de los médicos y el personal médico de emergencia al cuadrilátero. Según los informes, Wilder ganó $1,5 millones en su carrera, en comparación con Szpilka, que tenía una bolsa de $250,000.
Después de la pelea, el recién coronado campeón de los pesados Tyson Fury entró al ring cara a cara en un acalorado intercambio verbal con Wilder, llamándolo a salir. En la conferencia de prensa posterior a la pelea, Wilder se dio un 5 en una escala de 10 por su actuación. Wilder no estaba de humor festivo y afirmó que su preocupación por Szpilka significaba que no estaba de humor para el enfrentamiento con Fury en ese momento. En la pelea, Wilder explicó: "Arriesgamos nuestras vidas allí para tu entretenimiento. Quiero derribar a mis oponentes, pero no lastimarlos. Quiero que puedan irse a casa con su familia". Afortunadamente, Szpilka recuperó la conciencia antes de dejar el ring en una camilla, y se recuperó. El nocaut fue votado 'Nocaut del Año' por Premier Boxing Champions.

#### Wilder vs. Arreola
Wilder hizo la cuarta defensa de su título de peso pesado del CMB contra Chris Arreola (36-4-1-2, 31 KOs), el dos veces ganador del título mundial de peso pesado. La pelea tuvo lugar el 16 de julio de 2016 en el Legacy Arena, Birmingham, Alabama. Para la pelea, Wilder lució unos baúles blancos con ribetes negros, con un retrato de su ídolo personal y la leyenda del boxeo de los pesos pesados Muhammad Ali. La asistencia a la arena fue anunciada 11,974. Wilder dominó toda la pelea con su fuerte golpe, que causó una fuerte hinchazón en el ojo izquierdo de Arreola. En la cuarta ronda, Wilder conectó con una cruz derecha que derribó a Arreola. Finalmente, después de ocho rondas de un solo lado, los jugadores de la esquina de Arreola le informaron al árbitro que detuviera el combate. El veredicto oficial, una victoria por retiro de ocho asaltos para Wilder. Después de la pelea, Wilder declaró que se había roto la mano derecha y se había roto los bíceps durante la pelea. Wilder estaba por delante (80-71, 80-71, 79-72) en los cuadros de mando en el momento de la detención. Según las estadísticas de CompuBox, Wilder conectó 152 de 346 golpes (44 por ciento) y Arreola conectó 52 de 188 (28 por ciento). Para la pelea, Wilder ganó $1.4 millones a $150,000 que recibió Arreola.

#### Wilder vs. Washington
El 25 de enero de 2017, se informó que Wawrzyk había fallado en una prueba de drogas, lo que lo había excluido de la pelea. Cuando faltaba un mes para la pelea, Wilder estaba decidido a encontrar un reemplazo para pelear con él en poco tiempo y no posponer la tarjeta de combate. Luis Ortiz se propuso para la pelea solo para ser descartado debido a que falló las pruebas de drogas en el pasado. Tyson Fury también se adelantó. Un día después, se informó que Gerald Washington (18-0-1, 12 KOs), de 35 años, lideraba el desempate del título mundial. Se anunció el 30 de enero de 2017, que Washington se enfrentaría a Wilder el 25 de febrero.
Frente a una multitud local de 12,346, Wilder ganó por nocaut técnico en la ronda 5. Washington comenzó fuerte con golpes de poder mientras Wilder se movía con jabs. A mitad de la quinta ronda, Wilder puso a Washington contra las cuerdas y conectó una combinación de golpes, el último fue una izquierda a la cabeza de Washington que lo dejó caer contra las cuerdas. Washington se recuperó rápidamente en piernas inestables. La pelea se reanudó, y Wilder descargó golpes fuertes al frente de Washington que eventualmente llevó al árbitro Michael Griffin a detener la pelea a 1 minuto y 45 segundos de la ronda. Wilder acreditó su paciencia en la entrevista posterior a la pelea: "Sabía que iba a emocionarse por luchar por un título mundial. Simplemente mantuve la calma y encontré mi ritmo. Sabía que se iba a cansar, y cuando lo hizo, aproveché. Todo era sobre el tiempo. Soy muy listo en el ring cuando se trata de usar diferentes tácticas. "En el momento del paro, un juez tenía la pelea 39-37, mientras que los otros dos jueces tenían la pelea 38-38 después de cuatro rondas. Washington ganó $250,000 de la pelea, mientras que Wilder ganó $900,000. CompuBox Stats mostró que Wilder conectó 33 de 113 golpes lanzados (29%) y Washington conectó con 30 de sus 98 lanzados (31%). La pelea fue televisada en Fox en los Estados Unidos y fue vista por una audiencia promedio de 1.76 millones de televidentes, alcanzando un máximo de 1.86 millones. La pelea fue el combate de boxeo más visto en los Estados Unidos en 2017, hasta que la pelea de unificación entre Thurman y García atrajo 3.74 millones el 4 de marzo.

#### Wilder vs. Stiverne II
El 4 de octubre, el CMB retiró su sanción en la pelea entre Wilder y Ortiz e inmediatamente ordenó a Wilder pelear contra el retador obligatorio Stiverne (25-2-1, 21 KOs). Al día siguiente, Showtime anunció la pelea. En la conferencia de prensa, Wilder afirmó que estaba feliz de sacar a Stiverne del camino. Stiverne firmó oficialmente el contrato el 17 de octubre, confirmaron sus gerentes Josh Dubin y James Prince. Stiverne pesó 254¾ libras en la báscula, 13 libras más de lo que pesó en la primera pelea y 34 libras más que Wilder, que llegó a las 220¾ libras. Se reveló que Wilder ganaría una bolsa de $1.4 millones y Stiverne se llevaría a casa $506,250 obligatoriamente.
En la noche de la pelea, frente a 10,924, Wilder retuvo su título del CMB con un nocaut en el primer asalto. Wilder derribó a Stiverne tres veces antes de que el réferi Arthur Mercante detuviera la pelea a los 2:59 del asalto. Wilder comenzó la pelea usando su jab para mantener a Stiverne a distancia. Una mano derecha tumbó a Stiverne para la primera caída. Tan pronto como la pelea se reanudó, Wilder conectó otra mano derecha, derribando a Stiverne por segunda vez. La caída final vio a Stiverne contra las cuerdas, cuando Wilder conectó con otra derecha, seguido de un gancho de izquierda a la cabeza. En este punto, con Stiverne indefenso, la pelea se detuvo. En la entrevista posterior a la pelea, Wilder dijo: "Tienes que darle accesorios a Stiverne por subir al ring. Se necesita mucho valor y se necesita mucho orgullo para subir al ring con alguien como yo. Hacemos lo que tenemos que hacer en el ring y al menos él dio un paso al frente. Era un peleador limpio". Cuando se le preguntó sobre una futura pelea con su compañero rey de los pesados, Anthony Joshua, dijo:" He estado esperando esa pelea desde hace mucho tiempo. Yo declaro la guerra sobre ti. ¿Aceptas mi desafío? He estado esperando durante mucho tiempo. Sé que soy el campeón. Sé que soy el mejor ¿Estás listo para la prueba? "Con la victoria, Wilder había noqueado a todos los oponentes que había luchado. CompuBox Stats mostró que Stiverne lanzó solo 2 jabs y 2 golpes de poder, sin aterrizar. Wilder aterrizó 15 de sus 39 golpes lanzados (38%). La pelea atrajo a un promedio de 824,000 espectadores y alcanzó un máximo de 887,000 espectadores en Showtime. Esto fue ligeramente menor que la primera pelea, que tuvo lugar en enero de 2015.

#### Wilder vs. Ortiz
Luis Ortiz hizo su regreso al ring noqueando a Daniel Martz el 8 de diciembre. Wilder estaba sentado en el ringside en la mesa de comentaristas de la pelea. Después de la pelea, Ortiz llamó a Wilder, quien luego subió al ring y le dijo a Ortiz: "Le garantizo que tendrá la pelea". El 19 de diciembre, las negociaciones se reanudaron entre Wilder y Ortiz, con un potencial combate por el título de peso pesado del CMB de Wilder que tendrá lugar en el Barclays Center de Brooklyn el 3 de marzo de 2018. Los términos se acordaron el 12 de enero y la pelea se anunció oficialmente el 23 de enero. Wilder consiguió su peso más bajo desde que se convirtió en profesional en 2006, con 214 libras. Ortiz llegó a 241¼ libras. La pelea comenzó con Ortiz ganando los primeras cuatro asaltos con sus habilidades de boxeo y pedigrí. Wilder logró anotar un derribo en el quinto asalto. En el séptimo, los combos lanzados por Ortiz hicieron que Wilder se lastimara gravemente, pero el campeón mostró valor y sobrevivió al asalto. Cuando Ortiz comenzó a cansarse durante la última etapa de la pelea, Wilder finalmente se aseguró un triunfo por nocaut técnico, aterrizando un gancho de derecha que hizo tambalearse a Ortiz, y luego aterrizando con un uppercut derecho que dejó a Ortiz desconcertado sobre el lienzo. El árbitro David Fields paró la pelea a los 2:05 del décimo asalto.

#### Wilder vs. Helenius
En agosto de 2022, se anunció que Wilder tendría su primera pelea luego de su derrota ante Fury. Se anunció que Wilder enfrentaría a Robert Helenius, el 15 de octubre de 2022, en el Barclays Center. El día de la pelea, Wilder noqueó a Helenius en el primer asalto.

## Récord en boxeo profesional
| Récord profesional | Récord profesional | Récord profesional |
| 48 peleas          | 43 victorias       | 4 derrotas         |
| Nocaut             | 42                 | 3                  |
| Decisión           | 1                  | 1                  |
| Empates            | 1                  | 1                  |
| ------------------ | ------------------ | ------------------ |

| Resultado | Récord | Rival               | Método | Asalto - Tiempo | Fecha                    | Localización                                           | Título |
| Derrota   | 43–4–1 | Zhang Zhilei        | TKO    | 5 (12) 1:51     | 1 de junio de 2024       | Kingdom Arena, Riad, Arabia Saudita                    | |
| Derrota   | 43–3–1 | Joseph Parker       | D.U.   | 12              | 23 de diciembre de 2023  | Kingdom Arena, Riad, Arabia Saudita                    | Por el título Internacional vacante de peso pesado del WBC y el título Intercontinental de peso pesado de la WBO. |
| Victoria  | 43–2–1 | Robert Helenius     | KO     | 1 (12), 2:57    | 15 de octubre de 2022    | Barclays Center, Ciudad de Nueva York, U.S.            | |
| Derrota   | 42-2-1 | Tyson Fury          | KO     | 11 (12), 1:10   | 9 de octubre de 2021     | T-Mobile Arena, Las Vegas, Nevada, U.S.                | Por los títulos (WBC Pesado), Por el vacante The Ring y Lineal en la categoría pesado.                            |
| Derrota   | 42-1-1 | Tyson Fury          | TKO    | 7 (12) - 1:39   | 22 de febrero de 2020    | MGM Grand Garden Arena, Las Vegas, Nevada, U.S.        | Pierde (WBC Pesado), Por el vacante The Ring y Lineal en la categoría pesado.                                     |
| Victoria  | 42-0-1 | Luis Ortiz          | KO     | 7 (12) - 2:54   | 23 de noviembre de 2019  | MGM Grand Garden Arena, Las Vegas, Nevada, U.S.        | Retiene (WBC Pesado).                                                                                             |
| Victoria  | 41-0–1 | Dominic Breazeale   | KO     | 1 (12) - 2:17   | 18 de mayo de 2019       | Barclays Center, Brooklyn, Nueva York, U.S.            | Retiene (WBC Pesado).                                                                                             |
| Empate    | 40-0–1 | Tyson Fury          | S.D.   | 12              | 1 de diciembre de 2018   | Staples Center, Los Ángeles, California, U.S.          | Retiene (WBC Pesado).                                                                                             |
| Victoria  | 40-0   | Luis Ortiz          | TKO    | 10 (12) - 2:05  | 3 de marzo de 2018       | Barclays Center, New York City, New York               | Retiene (WBC Pesado).                                                                                             |
| Victoria  | 39-0   | Bermane Stiverne    | KO     | 1 (12) - 2:59   | 4 de noviembre de 2017   | Barclays Center, New York City, New York               | Retiene (WBC Pesado).                                                                                             |
| Victoria  | 38-0   | Gerald Washington   | TKO    | 5 (12) - 1:45   | 25 de febrero de 2017    | Legacy Arena, Birmingham, Alabama                      | Retiene (WBC Pesado).                                                                                             |
| Victoria  | 37-0   | Chris Arreola       | RTD    | 8 (12) - 3:00   | 16 de julio de 2016      | Legacy Arena, Birmingham, Alabama                      | Retiene (WBC Pesado).                                                                                             |
| Victoria  | 36-0   | Artur Szpilka       | KO     | 9 (12) - 2:24   | 16 de enero de 2016      | Barclays Center, New York City, New York               | Retiene (WBC Pesado).                                                                                             |
| Victoria  | 35-0   | Johann Duhaupas     | TKO    | 11 (12) - 0:55  | 26 de septiembre de 2015 | Legacy Arena, Birmingham, Alabama                      | Retiene (WBC Pesado).                                                                                             |
| Victoria  | 34-0   | Éric Molina         | KO     | 9 (12) - 1:03   | 13 de junio de 2015      | Bartow Arena, Birmingham, Alabama                      | Retiene (WBC Pesado).                                                                                             |
| Victoria  | 33-0   | Bermane Stiverne    | DU     | 12              | 17 de enero de 2015      | MGM Grand Garden Arena, Las Vegas, Nevada              | Gana (WBC Pesado).                                                                                                |
| Victoria  | 32-0   | Jason Gavern        | RTD    | 4 (10) - 3:00   | 16 de agosto de 2014     | StubHub Center, Carson, California                     | |
| Victoria  | 31-0   | Malik Scott         | KO     | 1 (12) - 1:36   | 15 de marzo de 2014      | Coliseo Rubén Rodríguez, Bayamón, Puerto Rico          | |
| Victoria  | 30-0   | Nicolai Firtha      | KO     | 4 (10) - 1:26   | 26 de octubre de 2013    | Boardwalk Hall, Atlantic City, New Jersey              | Retiene (WBC Continental Américas Pesado).                                                                        |
| Victoria  | 29-0   | Siarhei Liakhovich  | KO     | 1 (10) - 1:43   | 9 de agosto de 2013      | Fantasy Springs Resort Casino, Indio, California       | Retiene (WBC Continental Américas Pesado).                                                                        |
| Victoria  | 28-0   | Audley Harrison     | TKO    | 1 (12) - 1:10   | 27 de abril de 2013      | Motorpoint Arena, Sheffield, Inglaterra                | |
| Victoria  | 27-0   | Matthew Greer       | TKO    | 2 (8) - 1:16    | 19 de enero de 2013      | Centro de Convenciones, Villahermosa, México           | |
| Victoria  | 26-0   | Kelvin Price        | KO     | 3 (10) - 0:51   | 15 de diciembre de 2012  | Memorial Sports Arena, Los Angeles, California         | Gana (WBC Continental Américas Pesado).                                                                           |
| Victoria  | 25-0   | Damon McCreary      | KO     | 2 (10) - 0:55   | 8 de septiembre de 2012  | The Hangar, Costa Mesa, California                     | |
| Victoria  | 24-0   | Kertson Manswell    | TKO    | 1 (10) - 2:10   | 4 de agosto de 2012      | Civic Center Expo Hall, Mobile, Alabama                | |
| Victoria  | 23-0   | Owen Beck           | RTD    | 3 (8) - 3:00    | 23 de junio de 2012      | Killer Buzz Arena, Tuscaloosa, Alabama                 | |
| Victoria  | 22-0   | Jesse Oltmanns      | TKO    | 1 (8) - 0:26    | 26 de mayo de 2012       | Oasis Hotel Complex, Cancún, México                    | |
| Victoria  | 21-0   | Marlon Hayes        | TKO    | 4 (8) - 3:00    | 25 de febrero de 2012    | Scottrade Center, St. Louis, Missouri                  | |
| Victoria  | 20-0   | David Long          | KO     | 1 (8) - 1:17    | 26 de noviembre de 2011  | U.S. Bank Arena, Cincinnati, Ohio                      | |
| Victoria  | 19-0   | Daniel Cota         | KO     | 3 (8) - 2:25    | 5 de noviembre de 2011   | Centro de Convenciones, Cancún, México                 | |
| Victoria  | 18-0   | Dominique Alexander | TKO    | 2 (6) - 2:02    | 27 de agosto de 2011     | Water Oaks Farm Arena, Tuscaloosa, Alabama             | |
| Victoria  | 17-0   | Damon Reed          | KO     | 2 (6) - 1:59    | 18 de junio de 2011      | Tuscaloosa Amphitheater, Tuscaloosa, Alabama           | |
| Victoria  | 16-0   | Reggie Pena         | TKO    | 1 (6) - 2:03    | 6 de mayo de 2011        | Fantasy Springs Resort Casino, Indio, California       | |
| Victoria  | 15-0   | DeAndrey Abron      | TKO    | 2 (6) - 1:23    | 19 de febrero de 2011    | Shelton State Community College, Tuscaloosa, Alabama   | |
| Victoria  | 14-0   | Danny Sheehan       | KO     | 1 (6) - 1:48    | 2 de diciembre de 2010   | Hilton Towers Ballroom, Lafayette, Louisiana           | |
| Victoria  | 13-0   | Harold Sconiers     | TKO    | 4 (6) - 1:09    | 15 de octubre de 2010    | Fantasy Springs Resort Casino, Indio, California       | |
| Victoria  | 12-0   | Shannon Caudle      | KO     | 1 (6) - 1:04    | 25 de septiembre de 2010 | Fitzgeralds Casino and Hotel, Tunica Resorts, Misisipi | |
| Victoria  | 11-0   | Dustin Nichols      | RTD    | 1 (6) - 3:00    | 3 de julio de 2010       | Club Palace, Hattiesburg, Misisipi                     | |
| Victoria  | 10-0   | Álvaro Morales      | TKO    | 3 (6) - 1:23    | 30 de abril de 2010      | Tropicana Las Vegas, Paradise, Nevada                  | |
| Victoria  | 9-0    | Ty Cobb             | KO     | 1 (6) - 0:33    | 2 de abril de 2010       | Hard Rock Hotel and Casino, Paradise, Nevada           | |
| Victoria  | 8-0    | Jerry Vaughn        | KO     | 1 (6) - 1:02    | 28 de noviembre de 2009  | Duke Energy Convention Center, Cincinnati, Ohio        | |
| Victoria  | 7-0    | Travis Allen        | TKO    | 1 (4) - 1:30    | 14 de agosto de 2009     | Desert Diamond Casino, Tucson, Arizona                 | |
| Victoria  | 6-0    | Kelsey Arnold       | KO     | 1 (4) - 1:13    | 26 de junio de 2009      | Desert Diamond Casino, Tucson, Arizona                 | |
| Victoria  | 5-0    | Charles Brown       | KO     | 1 (6) - 0:55    | 23 de mayo de 2009       | Duke Energy Convention Center, Cincinnati, Ohio        | |
| Victoria  | 4-0    | Joseph Rabotte      | K.O.   | 1 (4) - 2:33    | 24 de abril de 2009      | UIC Pavilion, Chicago, Illinois                        | |
| Victoria  | 3-0    | Richard Greene Jr.  | R.T.D. | 1 (4) - 3:00    | 14 de marzo de 2009      | Duke Energy Convention Center, Cincinnati, Ohio        | |
| Victoria  | 2-0    | Shannon Gray        | TKO    | 1 (4) - 1:12    | 6 de marzo de 2009       | James M. Trotter Convention Center, Columbus, Misisipi | |
| Victoria  | 1-0    | Ethan Cox           | T.K.O. | 2 (4) - 2:54    | 15 de noviembre de 2008  | Memorial Gymnasium, Nashville, Tennessee               | |